# 1933년 은행법
1933년 은행법(영어: 1933 Banking Act, Pub.L. 73–66, 48 Stat. 162, 1933년 6월 16일 제정)은 미국 의회가 제정한 법령으로, 미국 예금보험공사(FDIC)를 설립하고 기타 여러 은행 개혁을 시행했다. 이 법 전체는 종종 의회 후원자인 버지니아주의 카터 글래스 상원의원(민주당)과 앨라배마주의 헨리 B. 스티갈 하원의원의 이름을 따서 글래스-스티갈법이라고 불린다. 그러나 "글래스-스티갈법"이라는 용어는 주로 1933년 은행법 중 상업은행의 증권 활동과 상업은행과 증권 회사 간의 제휴를 제한하는 네 가지 조항을 지칭하는 데 사용된다. 이 제한적인 의미의 용어는 글래스-스티갈 법 문서에 설명되어 있다.
1933년 은행법(1933년 은행법)은 오랫동안 의회에서 추진해 온 두 가지 프로젝트를 결합했다.
1. 스티갈 하원의원이 옹호한 연방 예금보험 제도[3]
2. 글래스 상원의원이 1913년 연방준비법에서 구상한 목적에 상업은행을 "복원"하려는 일반적인 바람의 일환으로 상업은행과 투자은행의 결합 규제(또는 금지) 및 "투기적" 은행 활동에 대한 기타 제한.[4]

1933년 은행법은 이처럼 의회의 구상을 실현했고, 적어도 예금보험 조항에서는 프랭클린 D. 루스벨트 행정부의 반대에 부딪혔지만, 이후 뉴딜 정책의 일부로 간주되었다. 이 법의 예금보험 및 기타 여러 조항은 의회 심의 과정에서 비판을 받았다. 이 법 전체는 경쟁을 제한하여 비효율적인 은행 산업을 조장한다는 비판을 오랫동안 받았다. 이 법의 지지자들은 이 법이 1933년 이후 40년 또는 일부는 50년 동안 미국 은행 시스템에서 전례 없는 안정기를 가져온 주요 원인이라고 주장한다.

## 미국 예금보험공사 및 연방 예금보험 설립
1933년 은행법은 (1) 미국 예금보험공사(FDIC)를 설립하고, (2) 1934년 1월부터 1934년 6월 30일까지 계좌당 2,500달러로 제한된 임시 FDIC 예금보험을 도입하며, (3) 1934년 7월 1일부터 계좌당 5,000달러를 전액 보장하는 영구 FDIC 예금보험을 시작했다. 1934년 법안은 영구 보험 제도의 시행을 연기했다. 1935년 은행법은 영구 제도를 폐지하고 5,000달러까지 잔액을 전액 보장하고 그 이상은 보장하지 않는 제도로 대체했다. 수년에 걸쳐 한도는 현재의 250,000달러까지 인상되었다.
1933년 은행법은 모든 FDIC 보험 가입 은행이 1934년 7월 1일까지 연방준비제도의 회원으로 가입하거나 가입 신청을 하도록 요구했다. 1935년 은행법은 이 기한을 1936년 7월 1일로 연장했다. 주립 은행은 FDIC의 주주가 되어 보험 가입 기관이 될 때까지 연방준비제도의 회원이 될 자격이 없었다. 1939년 법안은 FDIC 보험 가입 은행이 연방준비제도에 가입해야 하는 요건을 폐지했다.
1950년 이전에 FDIC와 FDIC 보험을 설립하는 법률은 연방준비법의 일부였다. 1950년 법안은 연방예금보험법(FDIA)을 제정했다.

## 상업은행과 투자은행의 분리
시간이 지남에 따라 글래스-스티갈 법이라는 용어는 1933년 은행법 중 상업은행과 투자은행을 분리한 네 가지 조항을 지칭하는 데 가장 자주 사용되었다. "글래스-스티갈법 폐지"를 위한 의회의 노력은 이 네 가지 조항(그리고 보통 상업은행과 증권 회사 간의 제휴를 제한하는 두 가지 조항에만 해당)을 의미했다. 이러한 노력은 1999년 그램-리치-블라일리법(GLBA)으로 정점에 달했으며, 이 법은 은행과 증권 회사 간의 제휴를 제한하는 두 가지 조항을 폐지했다. 1933년 은행법의 투자은행과 상업은행의 분리는 글래스-스티갈 법 문서에 설명되어 있다. 기관들은 상업은행 또는 투자은행 중 어느 분야를 전문으로 할지 1년 이내에 결정해야 했다.

## 1933년 은행법의 기타 조항

### 연방공개시장위원회 설립
이 법은 연방준비제도에 큰 영향을 미쳤다. 주목할 만한 조항으로는 섹션 8에 따라 연방공개시장위원회(FOMC)가 설립되었다는 점이다. 그러나 1933년 FOMC는 연방준비제도 이사회에 대한 투표권이 포함되지 않았으며, 이는 1935년 은행법에 의해 수정되었고 1942년에 다시 개정되어 현대 FOMC와 유사하게 되었다.

### 규제 Q
상업은행 간의 경쟁을 줄이고 위험한 투자 전략을 억제하기 위해 1933년 은행법은 당좌예금에 대한 이자 지급을 금지하고 다른 예금에 지급될 수 있는 이자 금액에 상한선을 설정했다.

### "투기" 규제
1933년 은행법의 여러 조항은 은행 신용의 "투기적" 사용을 제한하고자 했다. 섹션 3(a)는 각 연방준비은행이 지역 회원 은행의 대출 및 투자를 모니터링하여 증권, 상품 또는 부동산의 "투기적 거래 또는 보유"에 은행 신용이 "과도하게 사용"되지 않도록 요구했다. 섹션 7은 회원 은행이 주식이나 채권으로 담보된 총 대출 금액을 제한하고 연방준비제도 이사회가 더 엄격한 제한을 부과하고 어떤 연방준비제도 구역에서도 회원 은행이 할 수 있는 총 대출 금액을 제한하지 않도록 허용했다. 섹션 11(a)는 연방준비제도 회원 은행이 중개인 또는 딜러에게 대출을 할 때 비은행 기관의 대리인 역할을 하는 것을 금지했다. 글래스는 또한 "투기적" 신용을 미국 경제의 더 생산적인 부문으로 전환시키기를 희망했다.

### 여전히 유효한 기타 조항
1933년 은행법의 다른 조항 중 여전히 유효한 것들은 다음과 같다. (1) 주 회원 은행이 해당 지구의 연방준비은행 및 연방준비제도 이사회에, 국립 은행은 통화감독관에게 계열사에 대한 최소 3개의 보고서를 제출하도록 요구하는 섹션 5(c) 및 27; (2) 연방준비제도 회원 은행과 비은행 계열사 간의 거래를 규제하는 섹션 13(연방준비법 섹션 23A로서); (3) 연방준비제도 회원 은행의 임원 또는 이사의 위법 행위에 대한 형사 처벌을 설정하고 연방준비제도에 해당 임원 또는 이사를 해임할 권한을 부여하는 섹션 19 및 30; (4) 국립 은행의 신주주의 개인 책임("이중 책임")을 제거한 섹션 22; 및 (5) 국립 은행에 해당 주 내의 주립 인가 은행과 동일한 "본국" 지점 설립 능력을 부여한 섹션 23.
1933년 은행법은 국립은행에 대한 규제를 연방준비제도에 더 엄격하게 부여하여 주 회원 은행 및 지주회사가 매년 세 번의 보고서를 제출하도록 요구했다. 보고서는 해당 연방준비제도 이사회와 연방준비은행에 제출되어야 했다.

### 폐지되거나 대체된 기타 조항
나중에 폐지되거나 대체된 1933년 은행법의 조항은 다음과 같다. (1) 연방준비제도 회원 은행 주식의 50% 이상을 소유한 소유자가 해당 주식을 행사하려면 연방준비제도 이사회의 허가를 받고 (검사를 받아야 함) 제출하도록 요구한 섹션 5(c) 및 19 (1956년 은행지주회사법으로 대체됨); (2) 12개 연방준비은행 대표들로 구성된 연방공개시장위원회(FOMC)를 설립한 섹션 8(1935년 은행법에 의해 설립된 연방준비제도 이사회 중심 FOMC로 개정되었으며 1942년에 다시 개정됨); (3) 요구불 예금에 대한 이자 지급을 금지하고(2010년 도드-프랭크 월스트리트 개혁 및 소비자 보호법에 의해 폐지되어 2011년 7월 21일부터 이자 지급 요구불 계좌 허용) 연방준비제도 이사회에 정기예금에 대한 이자율을 제한할 권한을 부여한 섹션 11(b)(1986년까지 1980년 예금기관 규제 완화 및 통화 통제법에 의해 단계적으로 폐지됨), 이 두 가지 이자 제한은 모두 규제 Q에 포함되었다. 및 (4) 연방준비제도 회원 은행의 임원 대출을 금지하고 미결제 대출의 상환을 요구한 섹션 12(1935년 은행법의 해당 대출 규제로 대체되었고 이후 법안에 의해 수정됨).

## 입법 역사

### 1930~1932년 글래스 법안; 글래스 상원 소위원회
1930년부터 1932년까지 글래스 상원의원은 1933년 은행법의 최종 조항과 유사한 상업은행과 투자은행의 분리 및 기타 개혁(예금보험 제외)을 위한 여러 버전의 법안(각 버전에서 글래스 법안으로 알려짐)을 도입했다. 글래스는 1913년 연방준비법(글래스-오웬법)의 하원 후원자였으며 스스로를 "연방준비제도의 아버지"라고 여겼다. 그의 글래스 법안의 다양한 버전은 일관되게 (1) 지점 은행업을 확대하고 더 많은 은행 및 활동을 연방준비제도의 감독하에 두며 (2) 상업은행과 투자은행의 분리(또는 혼합 규제)를 추구했다.
글래스는 1920년대에 그가 "투기적 신용"이라고 생각한 것을 연방준비제도가 통제하지 못해 "실수"를 저질렀다고 판단하고 이를 "시정"하고자 했다. 글래스 법안은 또한 "청산 법인"을 통해 예금보험을 피하려고 했는데, 이는 "자산의 거의 정확한 가치 평가"를 기반으로 폐쇄된 은행의 자산을 구매하는 연방 기관이었다. 글래스의 아이디어는 연방 법인이 부실 은행의 자산을 소유하고 시장이 흡수할 수 있을 때까지 시간을 두고 판매하여, 수요가 거의 없는 시장에 자산을 쏟아붓는 것을 피하려는 것이었다. 법안은 그러한 지급액이 은행의 "성실한 자산" 범위 내에서 예금자에게 즉시 지급되는 데 사용되도록 규정했다.
글래스는 1930년 6월 17일 첫 글래스 법안을 제출했다. 이 법안의 문구는 국립은행 및 연방준비은행 시스템의 운영을 조사할 권한을 부여받은 글래스 의장이 이끄는 상원 은행 및 통화 위원회 소위원회(글래스 소위원회)의 "잠정적인 지침" 역할을 하려는 의도를 나타냈다.
1933년 1월 25일, 1932년 미국 대통령 선거 이후 의회의 레임덕 회기 동안, 상원은 글래스 법안의 한 버전을 통과시켰다.

### 상업은행 이론; 단위 은행
글래스 상원의원은 상업은행이 더 이상 증권의 인수 또는 거래를 허용해서는 안 된다는 상업은행 이론(통화주의 이론과 관련됨)을 지지했다. 글래스 상원의원의 오랜 고문인 헨리 파커 윌리스가 옹호한 이 이론은 1913년 연방준비법과 이전 미국 은행법의 기초가 되었다. 글래스와 윌리스는 은행이 이 이론을 따르지 않고 연방준비제도가 이를 시행하지 않아 1920년대의 "과잉"이 발생했고, 이는 필연적으로 1929년 월스트리트 대폭락과 대공황으로 이어졌다고 주장했다.
1929년 월스트리트 대폭락 이전과 이후, 글래스 상원의원은 이러한 상업은행 이론을 사용하여 증권 시장에 개입한 은행들을 비판했다. 글래스는 은행들이 주식 시장 "투기꾼"에게 대출하고 "위험하거나" "가치가 전혀 없는" 증권, 특히 해외 증권을 인수하여 경험이 부족한 은행 예금자와 소규모 "환거래 은행"에 판매한 것을 비난했다.
글래스는 이러한 활동에 대한 은행의 직접적인 개입과 "증권 계열사"를 통한 간접적인 개입에 반대했다. 이러한 계열사는 일반적으로 은행과 동일한 주주가 소유하며, 계열사의 주식은 "의결권 신탁" 또는 은행 경영진이 계열사를 통제하도록 보장하는 다른 장치를 통해 보유되었다. 글래스와 윌리스는 이러한 계열사를 은행 활동에 대한 제한을 회피하기 위한 인위적인 장치로 보았다. 씨티은행의 전신인 내셔널 시티 은행과 체이스 내셔널 은행과 같은 대형 은행들은 일반적으로 이러한 증권 계열사를 사용하여 증권을 인수했다.
글래스와 윌리스는 은행의 부동산 대출을 포함한 모든 형태의 "비유동성 대출"을 비판했다. 그러나 그들은 특히 은행의 증권 활동을 비판했다. 윌리스는 제1차 세계 대전 중 정부 증권에 대한 은행 투자 및 이를 위한 대출이 1920년대의 "투기적 과잉"으로 이어진 상업은행 부패의 시작이라고 지적했다.
글래스와 윌리스는 또한 소규모 단일 사무실 은행으로 구성된 "단위 은행" 시스템을 미국 은행업의 근본적인 약점으로 지적했다. 글래스 법안은 은행을 "적절한" 상업은행 활동으로 제한하고, 지점 은행업에 대한 더 큰 허가를 통해 은행이 지리적 영업을 확장할 수 있도록 허용하고자 했다.
또한 많은 소규모 은행은 증권 사업에서 수익을 내지 못하여 많은 소규모 은행이 예금보험을 추진하게 되었다. 그러나 많은 대형 은행은 "소규모의 약한 지방 은행에서 예금이 빠져나가 자신들에게 올 것"으로 예상했기 때문에 예금보험에 반대했다. 전반적으로 대부분의 은행, 소규모 은행과 대형 은행 모두 예금보험에 반대했으며, 여론이 이 정책을 추진하는 주요 요인이었다.

### 단위 은행, 연방준비제도, 예금보험
1932년 미국 대통령 선거에서 패배한 후 허버트 후버 대통령은 글래스 법안을 지지했다. 1932년 후버는 추가 청문회를 요청하고 (윌리스에 따르면) 청문회 이후 제출된 글래스 법안의 개정 버전이 상원 심의를 지연시키려 노력함으로써 글래스 법안에 대한 의회 조치를 지연시켰다.
1933년 제72차 미국 의회의 "레임덕" 회기에서 상원 통과의 마지막 장애물은 소규모 "단위 은행"(즉, 단일 사무실 은행)의 지지자들이었다. 그들은 글래스 법안의 국립은행이 "본국" 전역과 50마일 "거래 지역"까지 인접 주에 지점을 개설할 수 있도록 허용하는 조항에 반대했다.
1920년대의 장기간 경제 번영기에도 농업 지역의 많은 "단위 은행"이 농산물 가격 하락으로 파산했다. 대공황 동안 단위 은행의 파산은 증가했다. 윌리스 등은 캐나다에서는 비슷한 경제 불황에도 불구하고 중요한 은행 파산이 없었다고 지적했다. 캐나다는 지점 은행업을 허용했지만(이는 대규모 전국 은행 시스템으로 이어졌다), 유럽 및 다른 지역에서 흔한 "만능 은행"과 달리 미국 시스템의 "상업 은행업"을 공유했다. 글래스는 처음에는 "소규모 은행"을 지지했지만, 너무 많은 단위 은행이 파산하자 그들이 "건전한 은행업"에 "위협"이 되고 예금자에게 "저주"가 된다고 결론 내렸다.
글래스는 또한 "통합 은행 시스템"하에 모든 은행에 대한 연방준비제도 감독을 원했다. 글래스는 "이 나라 은행 시스템의 저주는 주가 연방준비제도 시스템 외부의 주립 은행을 인가할 수 있는 이중 시스템"이라고 말했다. 연방준비법에 따라 모든 국립 은행은 연방준비제도 시스템의 회원이어야 했지만, 주립 인가 은행은 가입 여부를 선택할 수 있었다. 글래스와 다른 이들은 이것이 회원 은행과 비회원 은행의 규제 당국 간의 "완화 경쟁"으로 이어졌다고 결론 내렸다.
글래스 법안의 지점 은행 조항에 반대하여 휴이 롱 상원의원(민주당-LA)은 글래스 법안을 필리버스터로 저지하여 글래스가 법안을 수정하여 국립 은행의 지점 개설 권한을 자치 은행에 지점 개설을 허용한 주에만 제한하도록 했다. 글래스는 또한 은행이 증권 계열사를 처분할 기한을 3년에서 5년으로 연장하도록 법안을 수정했다. 이러한 변경으로 글래스 법안은 1933년 1월 25일 54대 9라는 압도적인 표차로 상원을 통과했다.
하원에서 스티갈 하원의원은 제한적인 지점 은행업 허용을 포함한 수정된 글래스 법안조차 반대했다. 스티갈은 연방 예금보험을 설립하여 단위 은행과 은행 예금자를 보호하고, 더 크고 재정적으로 안전한 은행이 예금을 유치하는 데 가졌던 이점을 없애고자 했다.
1886년 이래로 미국 의회에 연방 예금보험의 여러 형태를 제공하는 150개의 개별 법안이 제출되었다. 하원은 1932년 5월 27일 연방 예금보험 법안을 통과시켰고, 이 법안은 1933년 "레임덕" 회기 동안 상원 조치를 기다리고 있었다.
몇몇 주에서 1933년의 은행 위기가 된 은행 폐쇄를 실시한 후, 후버 대통령은 1933년 2월 20일 하원에 글래스 법안을 "우리 경제 생활의 주요 약점을 치유하는 첫 번째 건설적인 단계"로 통과시켜 달라고 간청했다. 그러나 1933년 3월 4일, 제72차 의회의 레임덕 회기는 글래스 법안이나 하원 예금보험 법안이 법으로 제정되지 않은 채 폐회되었다. 같은 날, 상원은 후버 대통령이 소집한 특별 회기를 다시 열었고, 프랭클린 D. 루스벨트가 새로운 대통령으로 취임했다.

### 1933년 의회 임시 회기

#### 글래스 법안
루스벨트 대통령은 1933년 3월 9일 양원을 "임시 회기"로 소집하여 루스벨트가 1933년 3월 6일 모든 은행의 긴급 폐쇄를 비준한 긴급은행법을 제정했다. 1933년 3월 11일, 글래스 상원의원은 자신의 글래스 법안을 재도입(S. 245)했는데, 이 법안은 은행이 증권 계열사를 1월에 상원이 통과시켰던 절충안에서 허용된 5년이 아닌 2년 이내에 청산하도록 요구하도록 수정되었다. 루스벨트는 글래스에게 이 법안의 대부분, 특히 상업은행과 투자은행의 분리에 찬성하며, 단일 기관에 의해 주 및 국립 은행이 규제되는 "통합 은행 시스템"에 대한 글래스의 열망을 공유하지만, 주 전체가 아닌 카운티 단위의 지점 은행업만 승인하며, 예금보험에는 반대한다고 말했다.
1933년 3월 7일, 내셔널 시티 은행(씨티은행의 전신)은 증권 계열사를 청산할 것이라고 발표했다. 다음 날, 체이스 내셔널 은행의 새로 임명된 회장 겸 사장인 윈스럽 올드리치는 체이스도 같은 조치를 취할 것이며, 체이스가 은행의 증권 계열사 보유 금지에 찬성한다고 발표했다. 올드리치는 또한 증권 회사가 예금을 받는 것을 금지할 것을 요구했다. 올드리치와 그의 전기 작가에 따르면, 올드리치(변호사)는 글래스 법안의 새로운 문구를 작성했으며, 이는 글래스-스티갈법의 섹션 21이 되었다. 당시 관찰자들은 올드리치의 제안이 J.P. 모건 앤 컴퍼니를 겨냥한 것이라고 시사했다. 나중에 글래스-스티갈 비판론자는 올드리치의 개입이 록펠러가(체이스를 통제함)가 섹션 21을 사용하여 J.P. 모건 앤 컴퍼니(증권 인수로 가장 잘 알려진 예금 취급 개인 합자회사)가 상업은행 사업에서 체이스와 경쟁하는 것을 막았다는 증거라고 주장했다.
글래스가 S. 245를 제출한 후, 그는 이 법안을 심의하고 수정된 버전을 준비하는 소위원회를 이끌면서 루스벨트 행정부와 오랜 협상을 통해 법안에 대한 지지를 얻었다. 1933년 4월 13일까지 소위원회는 수정된 글래스 법안을 준비했지만, 루스벨트 행정부와의 협상을 계속하기 위해 전체 상원 은행 및 통화 위원회에 법안 제출을 연기했다. 루스벨트 대통령은 1933년 3월 8일 첫 기자회견에서 "개별 은행의 실수와 오류"에 대해 정부가 책임을 지게 하고 "부실 은행업에 프리미엄을 부여하는" 예금 보장에 반대한다고 선언했다. 글래스는 예금보험 없이는 어떤 은행 개혁 법안도 의회를 통과하지 못할 것임을 마지못해 받아들였지만, 루스벨트 대통령과 윌리엄 우딘 재무장관은 상원 소위원회와의 협상 동안 그러한 보험에 계속 반대했다.
1933년 4월 25일, 루스벨트는 예금보험 문제를 고려하기 위해 2주를 요청했다. 5월 초, 루스벨트는 글래스 및 스티갈과 함께 법안에 "원칙적으로" 합의했다고 발표했다.
1933년 5월 10일, 글래스는 수정된 법안(S. 1631)을 상원에 제출했다. 가장 중요한 변화는 새로운 예금보험 조항이었다. 글래스는 의회 생활 내내 예금보험에 반대해 왔다. 루스벨트가 요구한 대로 예금보험은 변동 지급 방식으로 이루어졌다. 1만 달러 이상의 예금 잔액은 부분적으로만 보장되었다. 루스벨트가 제안한 대로 예금보험은 1년 동안 시작되지 않을 것이었다. 글래스는 예금보험을 연방준비제도 회원 은행으로 제한했는데, 이는 예금보험의 매력이 은행들을 연방준비제도 회원으로 이끌어 간접적으로 "통합 은행 시스템"으로 이어질 것이라는 희망 때문이었다.
새로운 연방 예금보험 시스템 외에도 S. 1631은 글래스-스티갈 법의 섹션 21(증권 회사가 예금을 받는 것을 금지) 및 32(증권 회사와 은행의 공동 이사 또는 직원을 금지)가 된 초기 글래스 법안 버전을 기반으로 한 조항을 추가했다.

#### 스티갈 법안
1933년 5월 16일, 스티갈 하원의원은 1933년 은행법이 제정되는 통로가 된 H.R. 5661을 제출했다. 이 법안은 새로운 글래스 법안의 조항들을 대부분 채택했다. 그러나 스티갈의 "이중 은행 시스템" 지지를 반영하여 H.R. 5661은 주립 인가 은행이 연방준비제도에 가입하지 않고도 연방 예금보험을 받을 수 있도록 허용했다.
1933년 5월 23일, 하원은 262대 19의 표차로 H.R. 5661을 통과시켰다. 1933년 5월 25일, 상원은 S. 1631의 문구(은행이 증권 계열사를 청산해야 하는 기간을 1년으로 단축하도록 수정됨)로 대체한 후 H.R. 5661을 (구두 투표로) 승인하고, H.R. 5661의 두 버전 간의 차이를 조정하기 위해 하원과 상원의 협상 위원회를 요청했다.

#### 1933년 은행법
H.R. 5661의 최종 상원 버전에는 아서 밴더버그 상원의원(공화당-MI)의 개정안이 포함되어 FDIC가 1934년 7월 1일 운영을 시작하기 전에 최대 2,500달러의 예금을 전액 보장하는 즉각적인 임시 기금을 제공했다. "밴더버그 수정안"은 상원에서 사법 탄핵 절차를 주재하던 존 낸스 가너 부통령의 지지를 받은 절차적 기동을 통해 상원 법안에 추가되었다. 이는 예금보험이라는 논란이 되는 문제에 대한 가너와 루스벨트의 차이점을 부각시켰다.
루스벨트는 밴더버그 수정안의 즉각적인 예금보험 조항이 포함된 어떤 법안에도 거부권을 행사하겠다고 위협했다. 그러나 6월 7일, 루스벨트는 글래스에게 영구 FDIC 보험은 1934년 7월까지 시작되지 않고, 제한된 임시 계획은 1934년 1월 1일에 시작되며, 주립 은행은 1936년까지 연방준비제도에 가입하는 한 보험을 받을 수 있다는 타협안을 수락할 것이라고 밝혔다. 루스벨트는 글래스처럼 연방준비제도 시스템 가입 요건이 "은행 시스템 통합"으로 이어진다면 예금보험에 가치가 있다고 보았다.
루스벨트 행정부는 의회가 1933년 6월 10일에 "임시 회기"를 폐회하기를 원했지만, 상원은 계획된 폐회를 막았다. 이로 인해 하원 및 상원 협상 위원회는 H.R. 5661의 두 버전 간의 차이점을 조정할 시간을 더 벌었다. 하원에서는 거의 3분의 1에 해당하는 의원들이 연방 예금보험을 제공하는 법안을 통과시키지 않고는 폐회하지 않겠다는 서약을 했다.
스티갈과 다른 하원 의원들이 1933년 6월 12일 루스벨트와 만난 후, 협상 위원회는 H.R. 5661에 대한 최종 보고서를 제출했다. 6월 7일 루스벨트가 글래스에게 설명했던 원칙들을 면밀히 따르면서, 협상 보고서는 영구 예금보험은 1934년 7월 1일에 시작되고, 임시 보험은 1934년 1월 1일에 시작되며, 대통령이 더 이른 시작일을 선포하지 않는 한, 주립 비회원 은행은 보험에 가입할 수 있지만, 1936년 7월 1일 이후에는 연방준비제도 시스템 가입을 신청한 경우에만 보험을 유지할 수 있다고 규정했다.
H.R. 5661 반대론자들은 루스벨트가 최종 법안에 거부권을 행사할 것이라고 기대했지만, 그는 상원에서 법안이 통과된 후 글래스 상원의원에게 축하 전화를 걸었다. 루스벨트는 1933년 6월 16일 H.R. 5661에 서명하여 1933년 은행법으로 발효시켰다. 루스벨트는 이 새로운 법을 1913년 연방준비법 이후 "가장 중요한" 은행 법안이라고 불렀다.

## 1933년 은행법에 대한 해설자의 설명 및 평가

### 1933년 은행법에서 루스벨트의 역할
타임지는 1933년 은행법이 "대통령의 실수로 의회가 예상보다 나흘 더 회의를 계속하면서 우연히" 통과되었다고 보도했다. H. 파커 윌리스는 루스벨트가 최종 법안을 "무관심"하게 다루었지만 "적대감"은 없었다고 썼다.
레이먼드 몰리는 자신의 저서 "제1차 뉴딜"에서 루스벨트가 1933년 은행법에 대해 "공감했지만, 법안 통과를 적극적으로 추진하지는 않았다"고 서술했다. 몰리는 또한 "백악관과 가까운 대부분의 사람들이 자신들의 입법 프로그램에 너무 바빠 글래스는 스스로 알아서 해야 했다"고 썼다.
몰리와 마찬가지로 루스벨트의 제1차 뉴딜 브레인 트러스트의 일원이었던 아돌프 A. 벌리는 1933년 은행법에 "실망했다". 그는 초기 글래스 법안에 있던 더 광범위한 지점 은행 허용이 채택되었기를 바랐다. 벌리는 예금보험이 있는 제한된 지점 은행업이 경기 침체 시 파산할 것이 확실한 소규모 은행을 보존할 것이며, 이는 과거에도 일관되게 일어났던 일이라고 결론 내렸다. 벌리는 새로운 법의 예금보험 조항이 모든 은행을 연방준비제도 시스템으로 강제 가입시킬 것이라는 글래스의 희망을 공유했지만, 미래 의회가 이 요구 사항을 제거할 것이라는 그의 두려움은 옳았다.
카터 골렘베에 따르면, 1933년 은행법은 "뉴딜의 유명한 '백일' 동안 새로운 행정부가 요청하거나 지지하지 않은 유일하게 중요한 법안이었다." 1933년의 은행 사건에 관한 수잔 이스터브룩 케네디와 헬렌 번스의 저서에서는 1933년 은행법이 뉴딜의 일부가 아니었음에도 불구하고, 루스벨트는 비록 자신이 추구했던 "더 광범위한" 개혁(케네디)이나 "완벽한 해결책"(번스)을 제공하지는 않았지만, 결국 은행 개혁 법안이 없는 것보다는 이 법을 선호했다고 결론지었다. 둘 다 루스벨트가 최종 법안을 수락할 때 예금보험에 대한 강력한 대중의 요구에 영향을 받았다고 설명한다. 또한 둘 다 1935년 은행법이 1933년 은행법보다 더 중요하다고 설명한다.
케네디는 1933년 은행법이 발효된 후 루스벨트가 "당시 및 후대의 관찰자들의 조롱이나 분노에도 불구하고 모든 공로를 주장했다"고 언급한다.
1933년 은행법에 대한 루스벨트의 우려는 나중에 "글래스-스티갈"로 알려진 투자은행과 상업은행의 분리와 관련이 없었다. 1932년 민주당의 은행 관련 강령(글래스 상원의원이 초안 작성)은 그러한 분리를 요구했다. 루스벨트는 선거 운동 연설에서 그러한 분리를 특히 지지했다. 1935년에 루스벨트 대통령은 국립은행이 기업 증권을 인수할 수 있는 권한을 회복하려는 글래스의 노력에 반대했다. 루스벨트는 1933년 3월 글래스에게 상업은행과 투자은행의 분리를 지지한다고 확인했지만, 우딘 재무장관은 은행의 증권 인수 금지가 "회복을 억제할 것"이라고 우려했다.

### 1933년 은행법을 뉴딜 입법으로 설명하는 기록
1933년 은행법의 의회 기원과 루스벨트 대통령의 지지 부족에도 불구하고 뉴딜 또는 1933년 은행법에 대한 많은 설명은 이 법을 뉴딜 입법으로 언급한다.
아서 M. 슐레진저 주니어는 그의 고전적인 뉴딜 설명의 서문에서 펠릭스 프랑크푸르터와 그의 동료들이 "트러스트 해체적 자유주의"의 전통에서 1933년 은행법(및 1933년 증권법과 함께)의 원천이라고 제안한다. 그러나 그 책의 1933년 은행법에 대한 나중의 간략한 설명에서는 슐레진저는 프랑크푸르터를 언급하지 않고, 법안 논쟁에서 페코라 조사의 역할과 루스벨트를 포함한 예금보험 반대에 초점을 맞춘다.
상업 정보 센터는 그램-리치-블라일리법에 대한 설명에서 루스벨트가 1933년 은행법을 "미국 의회에서 제정된 법안 중 가장 중요하고 광범위한 법안"이라고 불렀다고 인용했다. 루스벨트는 1933년 은행법에 서명한 같은 날 국가산업부흥법에 대해 그 성명을 발표했다.

### 글래스-스티갈 조항과 페코라 조사
1933년 은행법에 대한 많은 설명은 상업은행과 투자은행의 분리에 대한 대중의 요구를 불러일으킨 페코라 조사의 역할을 강조한다. 일부 설명은 글래스-스티갈 조항이 페코라 조사의 결과로 만들어졌다고 주장한다.
페르디난드 페코라가 1933년 6월 1933년 은행법이 발효되기 전에 조사한 유일한 상업은행은 내셔널 시티 은행(씨티은행의 전신)이었다. 내셔널 시티 청문회가 1933년 3월 2일 종료된 후, 페코라 조사는 1933년 5월에 "개인 은행가"를 조사하면서 재개되었고, J.P. 모건 앤 컴퍼니, 쿤, 로브 앤 컴퍼니, 딜런, 리드 앤 컴퍼니를 다룬 후 1933년 10월 말부터 체이스 내셔널 은행을 조사하면서 상업은행으로 돌아왔다. 따라서 이 청문회는 1933년 은행법이 발효된 후에 진행되었지만, 긴 체이스 청문회의 증언은 상업은행과 투자은행의 분리가 필요하다는 증거로 자주 인용된다.
페코라는 1933년 1월 22일에 페코라 조사로 알려진 조사의 변호사로 임명되었고, 1933년 2월 15일에 첫 청문회를 개최했다. 그보다 앞서, 1933년 1월 27일 상원은 상업은행과 투자은행을 분리하는 글래스 법안을 압도적으로 통과시켰다. 더 일찍이, 글래스의 제안으로 1932년 민주당 강령은 그러한 분리를 요구했다. 1932년 대통령 선거 운동 기간 동안 당시 후버 대통령은 투자은행업 규제, 특히 상업은행의 증권 계열사 규제를 지지했으며, 루스벨트는 상업은행과 투자은행의 분리를 지지했다.
그러나 1933년 2월의 극적인 "열흘"간의 내셔널 시티 청문회는 페코라 조사의 홍보에 있어 정점이었다. 이로 인해 찰스 E. 미첼이 내셔널 시티 은행 회장직에서 사임했다. 며칠 후, 내셔널 시티와 체이스 모두 증권 계열사를 청산할 것이라고 발표했다. 체이스는 또한 상업은행과 투자은행의 입법적 분리를 지지한다고 발표했다.
H. 파커 윌리스와 다른 이들은 1933년 5월 23일에 시작된 J.P. 모건 앤 컴퍼니에 대한 페코라 조사 청문회가 1933년 은행법에 "최종적인 동기"를 부여했다고 썼다. 이 청문회는 상업은행의 증권 활동을 다루지 않았다. 그들의 폭로는 여러 J.P. 모건 파트너들이 1930년부터 1932년까지 한 해 또는 그 이상의 소득세를 납부하지 않았으며, 회사가 저명한 사업 및 정치 지도자들에게 독점적인 투자 기회를 제공했다는 것이었다.
J.P. 모건 청문회 도중 글래스 상원의원은 페코라 조사를 "서커스"라고 일축했다. "상원의원들의 과시욕에 지쳐서" 글래스는 이전 내셔널 시티 청문회에 참석하지 않았다.
페코라 조사는 극적인 헤드라인을 장식하고 대중의 분노를 불러일으켰지만, 당시와 이후의 비평가들은 조사된 거래에 대한 오해를 불러일으키거나 부정확한 설명을 제공한 청문회를 비난했다. 글래스-스티갈 비평가들은 페코라 조사의 증거가 상업은행과 투자은행의 분리를 지지하지 않는다고 주장했다.

### H. 파커 윌리스와 카터 글래스, 1933년 은행법에 대해
1935년, H. 파커 윌리스는 1933년 은행법이 "법으로 제정될 때 이미 시대에 뒤떨어진" 것이었다고 썼다. 그는 이전 글래스 법안이 1932년에 법으로 제정되었다면 "달라질 수 있었을 것"이라고 썼다.
카터 글래스는 1933년 은행법의 상업은행과 투자은행의 분리에 불만을 가졌다. 1935년에 그는 국립은행이 회사채를 인수할 수 있도록 허용하는 상원 통과 법안을 후원했다.

### 1933년 은행법의 보수적 성격
카터 골렘베(FDIC 보험 조항을 다룸)와 헬렌 가르텐(글래스-스티갈 투자은행과 상업은행의 분리 및 FDIC 보험 조항을 다룸)은 1933년 은행법을 소규모 "단위 은행"이 지배하는 기존 은행 시스템을 보호하기 위한 법안으로 설명한다. 가르텐은 이를 은행 국유화나 전국적인 지점 은행업을 통한 통합 은행 시스템을 심각하게 고려하던 시기에 "보수적인" 조치로 규정한다. 골렘베는 예금보험을 "유통 수단"(즉, 은행 예금, 특히 당좌예금)의 파괴를 막으려는 세력과 수많은 지리적으로 고립된 은행으로 구성된 기존 은행 구조를 보존하려는 세력 간의 타협으로 보았다.
1933년 3월 초 전국적인 은행 폐쇄 이후, 언론 보도와 의회 지도자들의 공개 성명은 은행이 국유화되거나 기존의 "이중 은행업" 시스템이 연방 법률, 심지어 헌법 개정을 통해 주 은행 인가를 금지함으로써 폐지될 수 있음을 시사했다. 다른 이들은 모든 은행이 연방준비제도 시스템에 가입하도록 요구할 것을 제안했다. 이러한 제안 중 어느 것도 1933년 은행법에 포함되지 않았지만, 이 법의 FDIC 보험 조항은 은행이 예금보험을 유지하기 위해 연방준비제도 시스템에 가입하도록 요구했을 것이다.
헬렌 번스에 따르면 "루스벨트는 위기 기간 동안 은행을 국유화하지 않아 자유주의자들과 진보주의자들로부터 심한 비판을 받았다." 그녀는 "그가 이것을 할 수 있었다는 데는 거의 의심의 여지가 없다"고 말하지만, 루스벨트가 "정부 소유 및 운영 은행을 믿지 않았고" 은행 입법에 대한 접근 방식이 궁극적으로 실용적이거나 심지어 보수적이었다고 결론지었다.
위에서 설명했듯이 1933년 루스벨트 브레인 트러스트의 은행법 분야 최고 권위자인 아돌프 벌리는 1933년 은행법에 "실망"했다. 그는 이 법이 스티갈 하원의원(글래스 법안이 원래 의도했던 것의 "절반")을 만족시키기 위해 너무 많이 타협하지 않았기를 바랐다. 미국에 호주, 캐나다, 영국(모두 "상업은행" 전통을 공유했지만)의 전국적인 지점 은행 시스템처럼 더 잘 작동할 "통합 은행 시스템"(가장 가능성이 높은 것은 연방준비제도 시스템을 통한)이 필요하다고 주장했다. 벌리는 상업은행과 다른 활동들을 분리하는 것을 지지했지만 글래스-스티갈 법 제21조에 포함된 윈스럽 올드리치의 입장에 동의하지 않았다. 이는 "개인 은행가"에게도 적용되어야 한다는 내용이었다. 벌리는 이에 대해 "별도의 연구"가 필요하다고 제안했다.

### "전통적인 은행 규제"로서의 1933년 은행법의 운명
헬렌 가르텐은 1933년 은행법을 은행 활동을 제한하고 은행을 경쟁으로부터 보호하는 "전통적인 은행 규제"의 형태와 기능을 보여주는 것으로 설명한다. 이 법은 상업은행과 투자은행을 분리하고, 이자율 제한을 통해 예금 이자율 경쟁을 제한하며, 예금자를 보험에 가입시켜 재정 건전성에 기반한 예금 경쟁을 제한하는 전통적인 은행 규제를 확립했다. 또한 제한된 지점 은행업이라는 기존 정책을 비준하여 지리적으로 은행 간의 경쟁을 제한했다. 그 결과 "정부가 강제한 은행 카르텔"은 비은행 회사들이 은행 대출 및 예금에 대한 대체 상품을 제공하여 그러한 이익의 일부를 얻는 방법을 찾을 때까지 상업은행이 "높은 이익을 얻고 과도한 위험을 피하도록" 허용했다.
이러한 전통적인 은행 규제의 지지자들은 1933년 은행법(및 기타 제한적인 은행 법안)이 전례 없는 금융 안정기를 가져왔다고 주장한다. 데이비드 모스는 이러한 안정성이 금융 시스템의 본질적인 안정성에 대한 잘못된 믿음을 유발했을 수 있다고 주장한다. 모스는 이러한 잘못된 믿음이 전통적인 제한의 입법 및 규제 완화를 장려했으며, 이는 금융 불안정으로 이어졌다고 주장한다.
1933년 은행법과 기타 제한적인 은행 규제에 대한 초기 비판자들은 1960년대 중반부터 시작된 금융 불안정의 재발을 막지 못했다고 주장했다. 전통적인 은행 규제 지지자인 하이먼 민스키는 1966년의 금융 불안정(그리고 1970년, 1974년, 1980년에 더욱 심화된 불안정)을 대공황의 기억에 의해 억압되었던 사적 금융 시장의 필연적인 결과로 묘사했다. 민스키는 "유동성" 생성을 제한하고 "직접 금융에 더 비중을 둔 더 작고 단순한 조직을 촉진하기 위해" 금융에 대한 추가 통제를 제안했다.
평론가들은 전통적인 은행 규제가 "경쟁을 왜곡하고" "비용과 가격 사이에 격차를 만들어" "스스로 파괴되는 씨앗"을 품고 있다고 주장했다. 특히, "카르텔 이익"을 설정함으로써 전통적인 은행 규제는 비은행 경쟁자들이 은행 예금 및 대출과 경쟁할 수 있는 상품을 개발하여 그러한 이익의 일부를 얻도록 이끌었다. 데이비드 모스와 엘리자베스 워렌이 나중에 제안했듯이 1980년 이후 금융 안정성이 규제 완화와 금융 불안정을 유도한 것이 아니라, 토마스 후르타스와 다른 전통적인 은행 규제 비판론자들은 이자율에 대한 규제 Q 제한(1933년 은행법에 의해 의무화됨)이 1960년대에 시작된 "탈중개화"를 초래했으며, 1980년 예금기관 규제 완화 및 통화 통제법을 통해 규제 Q의 단계적 폐지로 이어져 은행업에 대한 더 큰 경쟁을 열었다고 주장했다.
얀 크레겔은 "자유 시장 자유주의 지지자들"이 1933년 은행법에 의해 확립된 "사실상의 카르텔의 비효율성"을 무너뜨린 "경쟁적 혁신"을 정확하게 설명했지만, 은행에 제공된 "보호의 해체"는 "규제 기관과 입법자들이 법의 보호를 약화시키고 중단시키려는 의식적인 결정 때문이기도 했다"고 주장한다.

## 같이 보기
- 세계 금융 위기 (2007년~2008년)
- 아메리칸 인터내셔널 그룹
- 아서 밴더버그
- 2000년 상품 선물 현대화법
- 회사법
- 서브프라임 모기지 사태
- 체계적 위험
- 1933년 은행법과 1935년 은행법 - 미국 대통령이 임명하는 7명의 연방준비제도 이사회 이사들에게 투표권을 부여하고 설립했으며, 총 12명의 FOMC 위원이 있다.
- 대공황의 원인#금본위제로의 복귀 시도 — 제1차 세계 대전 이후 금본위제로 돌아가기 위한 긴축 통화 정책이 대공황을 야기했다.

## 더 읽어보기
- Allen, Larry (2009). 《The Encyclopedia of Money》 2판. 샌타바버라, CA: ABC-CLIO. 165–167쪽. ISBN 978-1598842517.
- Anderson, Benjamin (1949), 《Economics and the Public Welfare》, New York: D. Van Nostrand Company.
- Burns, Arthur F. (1988), 《The Ongoing Revolution in American Banking》, Washington, D.C.: American Enterprise Institute, ISBN 0-8447-3654-6.
- Calomiris, Charles W.; White, Eugene N. (1994), “The Origins of Federal Deposit Insurance, chapter 5 in The Regulated Economy: A Historical Approach to Political Economy, edited by Claudia Golden and Gary D. Libecap, Chicago: University of Chicago Press” (PDF), 《Journal of Comparative Business and Capital Market Law》 5 (2): 137–193, ISBN 0-226-30110-9, 2012년 2월 27일에 확인함.
- Calomiris, Charles W. (2000), 《U.S. Bank Deregulation in Historical Perspective》, New York: Cambridge University Press, ISBN 0-521-58362-4
- Coggins, Bruce (1998), 《Does Financial Deregulation Work? A Critique of Free Market Approaches》, New Directions in Modern Economics, Northampton, MA: Edward Elgar Publishing Limited, ISBN 1-85898-638-9.
- Mayer, Martin (1984), 《'The Money Bazaars》, New York: E.P Dutton, ISBN 0-525-24221-X.
- Mayer, Martin (1997), 《The Bankers: The Next Generation》, New York: Truman Talley Books, ISBN 0-525-93865-6.
- Shaw, Christopher W. (2019). Money, Power, and the People: The American Struggle to Make Banking Democratic. Chicago: University of Chicago Press.
- Shaw, Christopher W. (2015). "'The Man in the Street Is for It': The Road to the FDIC." Journal of Policy History, 27 (1): 36–60.
- Wilmarth, Arthur E. Jr. (2007), “Walmart and the Separation of Banking and Commerce”, 《Connecticut Law Review》 39 (4): 1539–1622, SSRN 984103.